# مارک ویلیامز (اسنوکرباز)
مارک ویلیامز (انگلیسی: Mark Williams؛ زادهٔ ۲۱ مارس ۱۹۷۵) اسنوکرباز چپ‌دست اهل ولز و یکی از پرافتخارترین بازیکنان اسنوکر است. او تاکنون موفق به کسب ۲۴ عنوان قهرمانی در مسابقات رنکینگی شده است. او همچنین با سه عنوان قهرمانی جهان، دو عنوان قهرمانی مسترز و دو عنوان قهرمانی بریتانیا جمعاً ۷ عنوان قهرمانی در مسابقات تاج سه گانه دارد. او سه فصل عنوان شمارهٔ یک اسنوکر جهان را در اختیار داشته است. ویلیامز در سال ۲۰۰۳ پس از استیو دیویس و استیون هندری، به سومین اسنوکربازی تبدیل شد که هر سه مسابقه از مسابقات تاج سه گانه شامل قهرمانی جهان، قهرمانی بریتانیا و مسترز را در یک فصل برده است.
او در سال ۲۰۲۲ به فینال مسابقات قهرمانی شوت-اوت رسید اما نتیجه را به حسین وفایی واگذار کرد.
او بسیار به ریشه‌ی ولزی خود افتخار می کند و روی دستش تتویی دارد که در آن اژدهای پرچم ولز در حال خوردن پرچم انگلیس است.